# José Manuel Figueras Arizcun
José Manuel Figueras Arizcun (Madrid, 19 de març de 1869 - 17 de gener de 1944) fou un financer espanyol. Treballà com a subdirector general de Crédit Lyonnais a Madrid fins que l'agost de 1918 fou nomenat director de les oficines del Banco de Bilbao a Madrid, del que en seria director general el 9 de novembre de 1919.
L'octubre de 1927 fou nomenat membre de l'Assemblea Nacional Consultiva creada per la dictadura de Primo de Rivera. L'octubre de 1929 el ministre d'Hisenda José Calvo Sotelo el va nomenar governador del Banc d'Espanya en un moment en què aquest cercava revaluar la pesseta i recuperar les inversions de capitals internacionals a curt termini. Després de la caiguda de Miguel Primo de Rivera el gener de 1930 va presentar la seva dimissió. Va tornar a ser director general del Banco de Bilbao i arribaria a ser conseller del Banco de Crédito Industrial, de Campsa, de la Companyia dels Ferrocarrils de Madrid a Saragossa i a Alacant, i vocal del Consell Superior Bancari, fins que es va jubilar el 1941, ocupant el seu càrrec Víctor de Artola y Galardi. Va morir a Madrid el 17 de gener de 1944.